# När jag blundar
A När jag blundar (magyarul: Ha lehunyom a szemem) egy dal, mely Finnországot képviselte a 2012-es Eurovíziós Dalfesztiválon. A dalt a finn Pernilla Karlsson adta elő svédül.
A dal a 2012. február 25-én rendezett finn nemzeti döntőben nyerte el az indulás jogát. A döntőben a zsűrik és a televoting szavazatai alakították ki az eredményt. A dal pedig a hatfős döntőben győzedelmeskedett.
Az Eurovíziós Dalfesztiválon a dalt a május 22-én rendezett első elődöntőben adták elő, a fellépési sorrendben kilencedikként a belga Iris Would You című dala után, és az izraeli Izabo Time című dala előtt. Az elődöntőben 41 ponttal a 12. helyen végzett, így nem jutott tovább a döntőbe.
A következő finn induló Krista Siegfrids volt Marry Me című dalával a 2013-as Eurovíziós Dalfesztiválon.

## Lásd még
- Pernilla Karlsson
- 2012-es Eurovíziós Dalfesztivál